# Felsővist

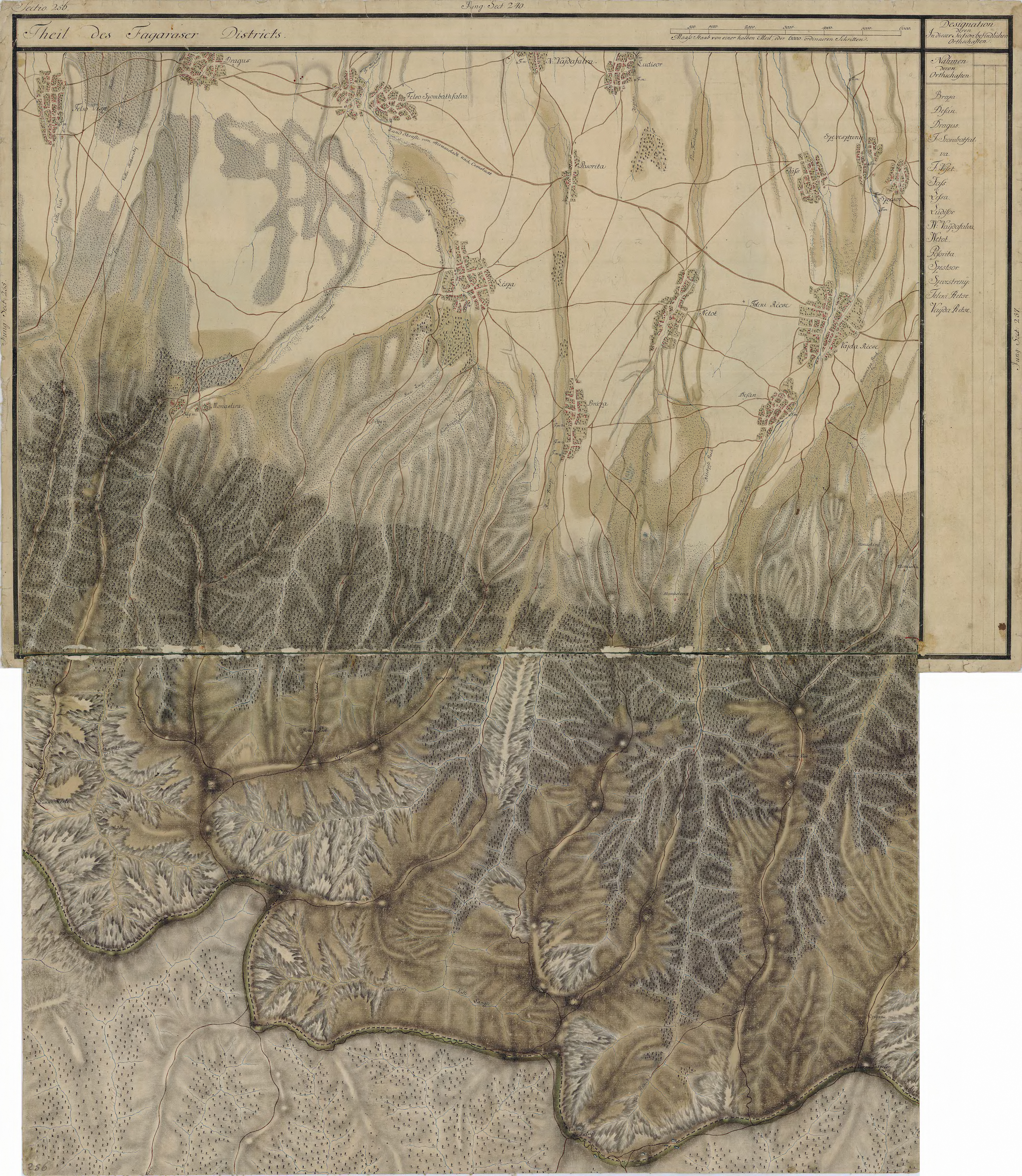
Felsővist egy régi térképen

Felsővist (románul: Viștea de Sus) falu Romániában, Erdélyben, Brassó megyében.

## Fekvése
Alsóvisttől délre fekvő település.

## Története
Felsővist nevét 1511-ben említette először oklevél Felsö Vist néven. 1632-ben az oklevelekben Felseo Vist, Felseo Uist neveken említették, ekkor I. Rákóczi György birtoka volt. További névváltozatai: 1808-ban Vist (Felső-), Ober-Wittendorf, Vista de szusz ~ Fista de szusz, 1861-ben Felső-Viszt, 1888-ban Felső-Vist (Gyisztia din szusz), 1913-ban Felsővist.
Felsővisten az 1800-as évek végének és az 1900-as évek elejének adatai szerint sok gyümölcsöt, különösen batul-almát termesztettek, de bivalytenyésztése is számot tevő volt.
A trianoni békeszerződés előtt Fogaras vármegye Alsóárpási járásához tartozott. 1910-ben 1375 lakosából 11 magyar, 1349 román volt, melyből 1348 görögkeleti ortodox volt.

## Itt születtek
- Nicolae Lupu (Felsővist, 1921. március 24. -  Nagyszeben, 2001. március 27) -  történész, régész, a nagyszebeni  Brukenthal múzeum és képtár egykori igazgatója.
- Liviu Manduca (Felsővist, 1909, -  1999) - román mérnök, tanár, dékán a kolozsvári Gépészmérnöki Kar (1963-1964) alapítója és első dékánja.